# ليزا ميلر
ليزا ميلر (بالإنجليزية: Lisa Miller) هي صحفية أمريكية، ولدت في 1963 في كليفلاند في الولايات المتحدة.